# Maciej Małecki (polityk)
Maciej Małecki (ur. 9 października 1974 w Warszawie) – polski samorządowiec i polityk. Poseł na Sejm VII, VIII, IX i X kadencji, w 2016 sekretarz stanu w Ministerstwie Skarbu Państwa, w latach 2017–2018 sekretarz stanu w Kancelarii Prezesa Rady Ministrów, w latach 2019–2023 sekretarz stanu w Ministerstwie Aktywów Państwowych.

## Życiorys
Ukończył studia historyczne na Katolickim Uniwersytecie Lubelskim, następnie kształcił się podyplomowo w Studium Samorządowym KUL, na studiach z zakresu zarządzania w Szkole Głównej Handlowej w Warszawie oraz w Wyższej Szkole Kultury Społecznej i Medialnej w Toruniu.
W 1991 zaangażował się w działalność w Porozumieniu Centrum. W 2007 zakładał Prawo i Sprawiedliwość w powiecie sochaczewskim. Od 1998 do 2011 sprawował mandat radnego (m.in. z rekomendacji KWW Przymierze dla Miasta – Zamek, Przymierza oraz PiS). W okresie 2002–2006 kierował pracami rady miejskiej w Sochaczewie, następnie został jej wiceprzewodniczącym. Bez powodzenia ubiegał się o stanowisko burmistrza miasta w wyborach w 2010. Jest założycielem i prezesem sochaczewskiego Stowarzyszenia Zamek.
W wyborach w 2007 bezskutecznie kandydował do Sejmu RP. W wyborach w 2011 uzyskał mandat poselski w okręgu płockim z listy PiS, otrzymując 9757 głosów. W 2015 z powodzeniem ubiegał się o poselską reelekcję (dostał 18 671 głosów). 19 września 2016 został sekretarzem stanu w Ministerstwie Skarbu Państwa. Resort ten został zlikwidowany z dniem 31 grudnia 2016. W styczniu 2017 objął tożsame stanowisko w Kancelarii Prezesa Rady Ministrów. Został odwołany w marcu 2018. Bezskutecznie kandydował w wyborach do Parlamentu Europejskiego w 2019. W wyborach krajowych w tym samym roku ponownie został natomiast wybrany do Sejmu, otrzymując 34 086 głosów. W grudniu 2019 Maciej Małecki został sekretarzem stanu w Ministerstwie Aktywów Państwowych. W 2023 utrzymał mandat poselski na kolejną kadencję (z wynikiem 33 696 głosów). Po tych wyborach zrezygnował następnie z objęcia mandatu w Parlamencie Europejskim, który zwolnił Zbigniew Kuźmiuk. W grudniu 2023 zakończył pełnienie funkcji wiceministra.